# ائتلاف المستضعفين والمحرومين
ائتلاف المستضعفين والمحرومين (بالفارسية: ائتلاف مستضعفين و محرومين) كان تحالفا سياسيا لثلاث مجموعات يسارية إسلامية إيرانية تنافست في الانتخابات التشريعية الإيرانية عام 1988. وكان أعضاء التحالف هم الرابطة الإسلامية للمعلمين وبيت العمال ومكتب تعزيز الوحدة. 
تضم قائمة التحالف الخاصة بطهران وراي وشميرانات وإسلام شهر 25 مرشحًا مشتركًا (من أصل 30) مع مجمع علماء الدين المجاهدين، بينما شارك 9 مرشحين مع قائمة جمعية علماء الدين المجاهدين. 
بعد الانتخابات، تحالف نواب الائتلاف مع مجمع علماء الدين المجاهدين وشكلوا الكتلة الأكبر في البرلمان. 

## أيديولوجيا
وادعى التحالف أنه يدعو إلى الإسلاموية والمساواة الاجتماعية والعيش البسيط والتكنوقراطية والمساواة. 